# Alois Bludau
Alois Bludau (ur. 13 kwietnia 1861 w Braniewie, zm. 23 września 1913 w Münster) – niemiecki geograf, kartograf i nauczyciel gimnazjalny.

## Życiorys

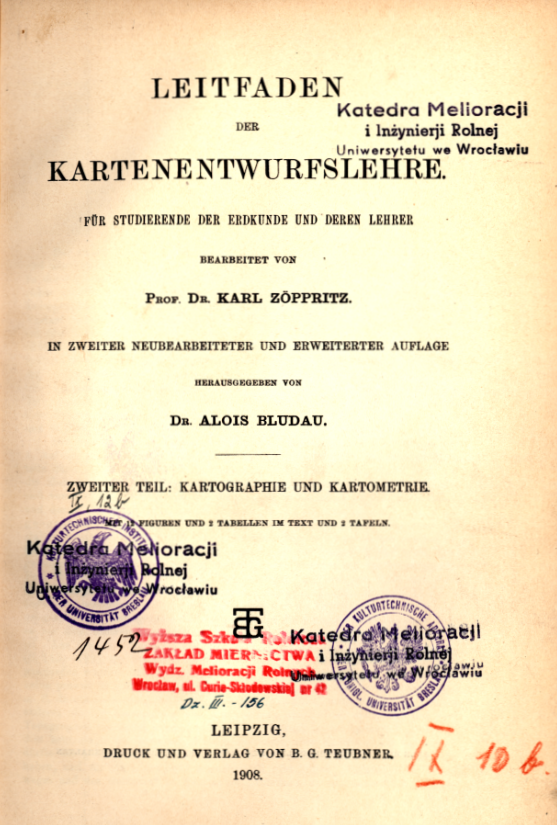
Leitfaden der Kartenentwurfslehre, Lipsk 1908

Urodził się w Braniewie w Prusach Wschodnich w katolickiej rodzinie starszego nauczyciela (Oberlehrer). Do szkoły średniej (gimnazjum) uczęszczał w Wałczu (Deutsch Krone), kończąc naukę z uzyskanym świadectwem dojrzałości 9 lipca 1879 roku. 
Po ukończeniu szkoły średniej wyjechał na studia na Uniwersytet Albrechta w Królewcu. Studiował tam historię i geografię u takich znanych wykładowców jak prof. kartografii Hermann Wagner czy prof. Karl Zöppritz. Doktorat jednak obronił w dniu 3 listopada 1883 z historii. Na tej uczelni 2 lutego 1884 złożył egzamin państwowy pro facultate docendi, uprawniający go do objęcia zawodu nauczyciela.
Rozpoczął pracę w tym zawodzie w szkołach średnich w Prusach Zachodnich. W roku szkolnym 1884/85 pracował jako stażysta w gimnazjum w Wałczu. W kolejnym roku szkolnym pracował od lata 1885 w Królewskim Gimnazjum w Wejherowie, a w semestrze zimowym 1885/86 przeniósł się do Realgymnasium zu St. Peter w Gdańsku. Następnie, w latach 1886–1888, pracował w gimnazjum w Chełmnie nad Wisłą. W kolejnym roku, od wiosny 1888, pracował w progimnazjum w Debrznie w powiecie człuchowskim. Następnie przeniósł się do renomowanego Gymnasium Nepomucenum w Coesfeld w Nadrenii Północnej-Westfalii, w rejencji Münster. Równocześnie był docentem (nieetatowym wykładowcą) kursów dla nauczycieli w Münster.
Jednak przedwczesna śmierć jego profesora kartografii z Królewca, Karl Zöppritza, skłoniła go do tego, aby kontynuować jego dzieła. W 1894 opublikował pracę Die Oro- und Hydrographie der preussischen und pommerschen Seenplatte insbesondere im Stromgebiet der Weichsel. W 1901 wydał Landeskunde von Oberland, Ermland, Natangen und Barten. Do jego głównych dzieł prac należy opracowanie na nowo i wydanie podręcznika prof. Karla Zöppritza Leitfaden der Kartenentwurfslehre (czyli teorii projektowania map).

Mapa Prus Wschodnich powstała przy współudziale Aloisa Bludaua